# Manfred Ludwig
Manfred Ludwig (* 15. Dezember 1936 in München) ist ein deutscher Spieleautor von Kinder- und Familienspielen.

## Leben
Ludwig zog 1964 nach Regensburg und war dort zunächst als Lehrer an einem Gymnasium tätig, bevor er mit der Entwicklung eigener Spiele begann. Ludwigs erstes veröffentlichtes Spiel, Gefährliche Brücken, erschien 1976 beim Spear-Verlag. 1983 stand das Brettspiel Fuzzi, Heinz und Schlendrian auf der Auswahlliste zum Spiel des Jahres. Es folgten weitere Veröffentlichungen, darunter Nimmersatt (1987), Flußaufwärts (1988) und Wörtersee (1998).
Das 2001 erschienene Spiel Höchst verdächtig! wurde im Folgejahr mit dem Deutschen Kinderspiele Preis sowie dem österreichischen Preis „Spiel der Spiele – Spiele Hit für Kinder“ ausgezeichnet, zudem war es als Kinderspiel des Jahres nominiert. Diesen Preis bekam der Autor schließlich 2003 für Viva Topo! und erneut 2010 für Diego Drachenzahn, 2006 stand mit Piratissimo ein weiterer Titel auf der Nominierungsliste. Viva Topo!, Piratissimo und Diego Drachenzahn wurden ebenfalls als „Spiel der Spiele – Spiele Hit für Kinder“ ausgezeichnet.

## Ludografie
| - 1976: Gefährliche Brücken (Spear) - 1980: Käpt’n Einauge (Spear) - 1980: Prost (Bütehorn) - 1981: Happy 6 (Sala) - 1981: Häschen in der Grube (Spear) - 1982: Den letzten beißen die Hunde (Spear) - 1982: Lügen haben kurze Beine (Spear) - 1983: Maus, komm heraus! (Piatnik) - 1983: Schlafmütze und die Rasselbande (Spear) - 1983: Der Wolf und die 77 Geißlein - 1983: Fuzzi, Heinz und Schlendrian fahren mit der Bimmelbahn (Spear) - 1985: Tauziehen (Hexagames) - 1985: Heia Safari (Hexagames) - 1985: Fuchs und Gans (Hexagames) - 1985: Geisterfahrer (Hexagames) - 1985: Scout (Piatnik) - 1986: Hasenjagd (Piatnik) - 1986: Häschen in der Grube (Parker) - 1986: Schummeltier (Schmid Eching) - 1987: Nimmersatt (Ravensburger) - 1987: Farbenzug (Carlit) - 1988: Flussaufwärts (Ravensburger) - 1988: Kommissar Spürnase (Ravensburger) - 1988: Flußaufwärts (Ravensburger) - 1989: Autoscooter (Klee) - 1989: Flieg, kleiner Schmetterling! (F.X.Schmid) - 1990: Bei Nacht und Nebel (Ravensburger) - 1991: Karottenjagd (Ravensburger) - 1992: Kopf oder Knopf (F.X.Schmid) - 1993: Räuber und Gendarm (Ravensburger) - 1995: Der Tempel des Schlangengottes (Polehnia) - 1996: Die Maus im Nacken (Goldsieber) - 1996: Kleine Ausreißer (Haba) - 1996: Ausgebüxt (Haba) - 1998: Wörtersee (Kosmos) - 1999: Lore Lamm (Haba) | - 2000: Abenteuer im Wichtelwald (Spiel & Spaß) - 2001: Höchst verdächtig! (Haba) - 2001: Drängelei (Schmid) - 2002: Marrakesh (Haba) - 2002: Schleck und weg! (Zoch Verlag) - 2002: Viva Topo! (Selecta) - 2002: Totonka (Selecta) - 2003: Holperstolper (Haba) - 2004: Hühnerpfanne (Haba) - 2004: Jochen der Rochen (Zoch Verlag) - 2005: Piratissimo (Selecta) - 2006: Die Codeknacker (Haba) - 2006: Der verrückte Räuber (Goldsieber) - 2006: Pinguin-Rallye (Spielspaß) - 2007: Der Kampf um Ragnarök DWK 4 (Ravensburger) - 2008: Gegen den Wind (Goldsieber) - 2008: Trainingscamp DWK 5 (Ravensburger) - 2009: Diego Drachenzahn (Haba) - 2010: Flinke Füchse (Haba) - 2011: Coco Schnipp (Amigo) - 2011: Vulkanwettkampf (Haba) (= Diego Drachenzahn klein) - 2011: Race through space (Ravensburger) - 2013: Octonauts: Fische retten (Ravensburger) - 2013: Tourbo … kratz die Kurve (Kosmos) - 2013: Spiderman Doc Octopus (Ravensburger) (Variante von Kampf um Ragnarök) - 2014: Der kleine Drache Kokosnuss: Ausflug ins Abenteuer (Kosmos) - 2014: Fröschlein aufgepasst! (Noris-Spiele) - 2015: Star Wars Rebels: Abenteuer auf Lothal (Ravensburger) - 2015: Drachen-Rallye (Schmidt) - 2016: Muckinos (Piatnik) - 2016: Piratissimo (Pegasus) - 2016: Viva Topo (Pegasus) - 2016: Minions auf Diamantenjagd (Ravensburger) |

## Auszeichnungen
| - Spiel des Jahres - Fuzzi Heinz und Schlendrian – Auswahlliste 1983 - Höchst verdächtig! – Nominierungsliste Kinderspiel des Jahres 2002 - Viva Topo! – Kinderspiel des Jahres 2003 - Piratissimo – Nominierungsliste Kinderspiel des Jahres 2006 - Diego Drachenzahn – Kinderspiel des Jahres 2010 - Deutscher Spiele Preis - Höchst verdächtig! – Deutscher Kinderspiele Preis 2002 - Deutscher Lernspielpreis - Piratissimo – Preisträger „ab 6 Jahren“ 2006 | - Spiel der Spiele - Höchst verdächtig! – Spiele Hit für Kinder 2002 - Viva Topo! – Spiele Hit für Kinder 2003 - Piratissimo – Spiele Hit für Kinder 2006 - Diego Drachenzahn – Spiele Hit für Kinder 2010 - Japan Boardgame Prize - Viva Topo! – The Best Childgame 2003 |